# Leandra stellulata
Leandra stellulata är en tvåhjärtbladig växtart som beskrevs av Célestin Alfred Cogniaux. Leandra stellulata ingår i släktet Leandra och familjen Melastomataceae.
Artens utbredningsområde är Bolivia. Inga underarter finns listade i Catalogue of Life.